# مویینگی کشسان

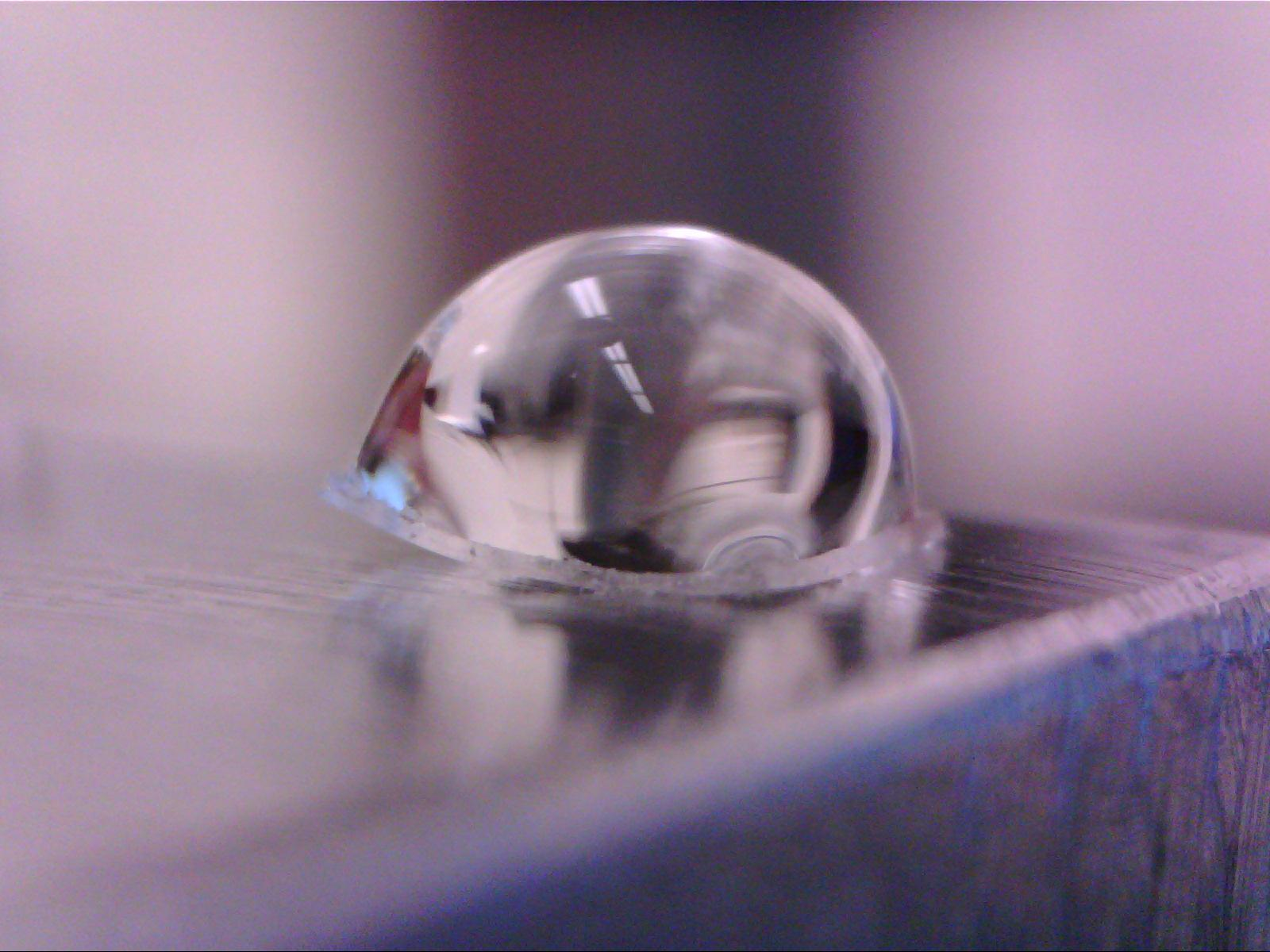
تغییر شکل لایه‌ای نازک از جنس PDMS در اثر برخورد با قطره آب

مویینگی کشسان یا مویینگی ارتجاعی (به انگلیسی: Elasto-capillarity) قابلیت نیروی مویینگی در تغییر شکل دادن ماده‌ای کشسان به هنگام وجود سیالی بر روی آن است. از دیدگاه علم مکانیک، به طور کلی پدیده مویینگی کشسان نمودار تقابل انرژی کشسانی موجود در کل جسم و انرژی مویینگی حاکم بر سطح مشترک جسم و سیال است. در هنگام شبیه‌سازی این پدیده، برخی مسائل و مشکلات بحث‌برانگیز مطرح می‌شود؛ از جمله شناسایی دقیق انرژی‌های نامبرده شده در بعد میکرو، ماهیت غیرخطی معادلات و ساختار مسئله به خصوص به هنگام تغییر شکل‌های شدید، ثابت نبودن مرزهای مسئله و تغییر آن از ابتدا تا انتهای آن و نیاز به روش‌های حل پیچیده‌ای مانند روش انتگرال مرزی و ناپایداری ساختار جامد در حین تقابل با قطره یا فیلم سیال جاری. نیروهای مویینگی در اغلب سختارهای درشت مقیاس قابل چشم‌پوشی است ولی هنگامی که ابعاد مسئله رو به میکروسکوپیک شدن می‌گذارد، این نیرو اهمیت پیدا می‌کند.

## کشسانی توده‌ای
هنگامی که یک قطره بر روی سطح جامدی جای می‌گیرد، مرزهای قطره که فاصله کم‌تری نسبت به سطح جامد دارند، در نخستین لحظات برخورد زاویه‌ای با آن می‌سازند که به زاویه برخود مشهور است و با نماد θ نشان داده می‌شود. با اعمال قوانین حرکت نیوتن و در نظر گرفتن تعادل نیروها در راستای افقی، به معادله‌ای می‌رسیم که به معادله یانگ مشهور است. اگر تعادل نیرویی در راستای قائم را با برخی ملاحظات و چشم‌پوشی‌ها در نظر بگیریم، به معادله زیر می‌رسیم:
Fvertical=γ×sinθ= E×δ

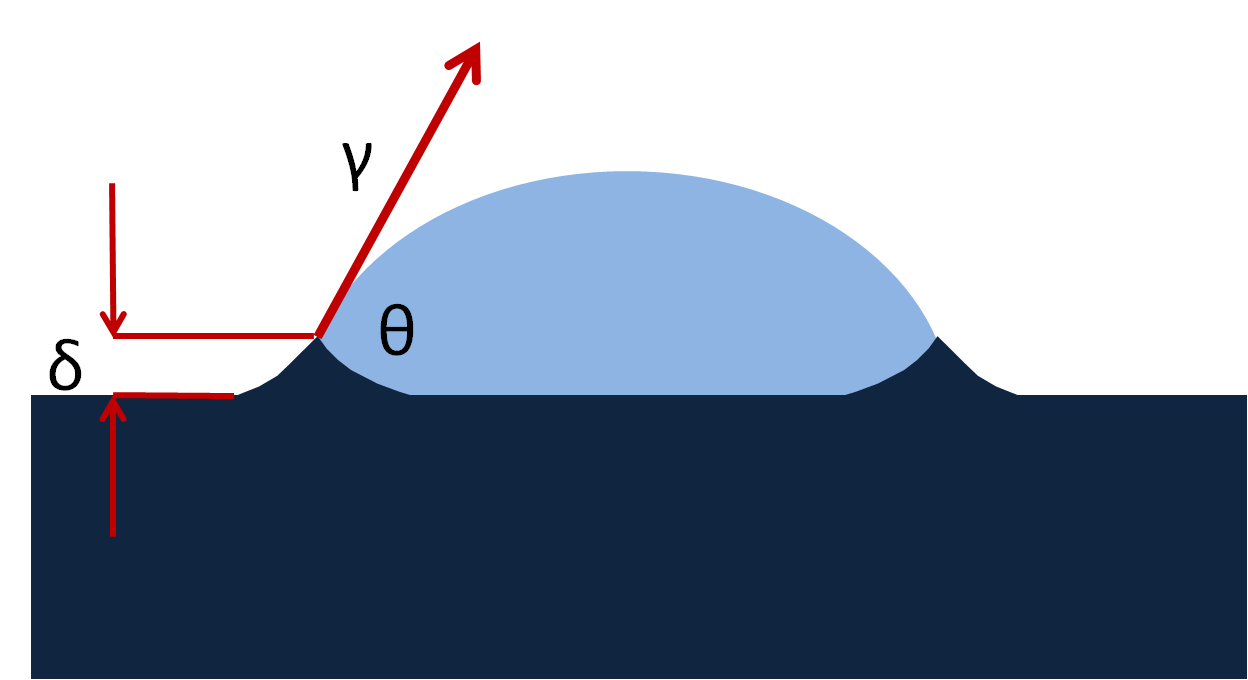
تعادل نیرویی در راستای قائم برای قطره و سطح

در معادله بالا F نیروی قائم به ازای واحد سطح، γ کشش سطحی مایع، E مدول یانگ یا مدول کشسانی و δ تغییر شکل ماده است. برای مثال، اگر آب (با کشش سطحی ۷۲ میلی نیوتن بر متر) بر روی سطحی شیشه‌ای (با مدول کشسانی ۷۰۰ گیگاپاسکال)، از معادله بالا، تغییر شکل ماده 10−12 متر به دست می‌آید که در واقعیت به آسانی قابل چشم‌پوشی است. در صورتی که آب بر سطحی از جنس PDMS (با مدول کشسانی ۳۰۰ کیلوپاسکال) قرار گیرد، تغییر شکلی معادل 10−6 متر می‌یابد؛ مقداری که در بعد میکرو کاملاً محسوس و غیرقابل چشم‌پوشی است. در نتیجه این پدیده نقشی اساسی در ساختارهای در ابعاد نانو و میکرو ایفا می‌کند و استفاده از لاک نوری برای شناسایی هر چه دقیق‌تر این نیروها، ضروری است.